# Ogier Ghislain de Busbecq
Ogier Ghiselin de Busbecq, en latin : Augerius Gislenius Busbequius et de temps en temps Augier Ghislain de Busbecq, (né en 1522 à Comines, Flandre - mort le 28 octobre 1592 à Saint-Germain-sous-Cailly près de Rouen) est un diplomate et botaniste flamand.

## Biographie

### Nom et origine du domaine familial
Nommé Ogier par les humanistes du XVIe siècle sur base du latin Ogierius, il est également nommé Augier sur base du latin Augerius. Son nom de famille est une variante du nom flamand Ghyselinck très répandu dans sa région d'origine. La variation du nom s'explique par le contexte géopolitique particulier de la région. Le second nom de famille, de Busbecq, est quant à lui lié au domaine familial de Bousbecque.
L'origine du domaine familial remonte au mariage de Gilles Ghiselin, chevalier de Jérusalem et grand-père d'Ogier, avec l'héritière de la seigneurie de Bousbecque. Ogier nait d'une union illégitime dans ce contexte seigneurial.
L'importance du rôle d'Ogier Ghislain de Busbecq sur le plan politique s'inscrit dans un contexte politique marqué par le fonctionnement morcelé du Saint-Empire romain germanique dans lequel se renforce le trône impérial des Habsbourg à partir de 1452. En deuxième lieu le développement et l'extension de l'Empire ottoman fait peser une menace de plus en plus importante au XVIe siècle. Une troisième puissance se partage la domination de l'Europe, le royaume de France de François Ier.

### Enfance et formation
Ogier Ghiselin naît à Comines dans le comté de Flandre en 1522 d'une union illégitime entre Georges Ghislain de Busbecq, Seigneur de Bousbecque, et Catherine Hespiel, bourgeoise de Comines. Il est ultérieurement légitimé par Charles Quint en 1540. D'abord recueilli par son père au château de Bousbecque, il passe ensuite son enfance à Comines où il fréquente l'école cominoise dirigée par Pierre Meganck.
Repéré par George d'Halluin (nl), seigneur de Comines, il profite d'enseignements et conseils de Jean Despautère et d'Érasme, tous deux amis du seigneur. Sous l'influence de ce dernier, il s'intéresse aux auteurs grecs et latins et rejoint l'Université de Louvain à l'âge de treize ans, puis celles de Paris, Venise, Bologne et Padoue. Il s'y forme au droit, à l'histoire et à l'étude des langues.

### Carrière

#### Ambassadeur impérial

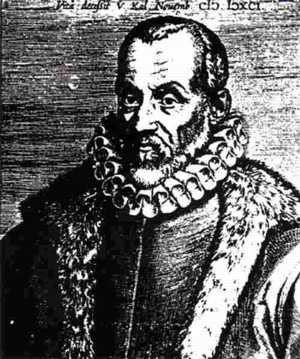
Ogier Ghislain de Busbecq à partir d'une gravure du XVIIe.

Parfois considéré comme ambassadeur de Charles Quint, sa première expérience diplomatique a lieu le 25 juillet 1554, lorsque Ferdinand Ier lui demande d'accompagner un diplomate espagnol à Londres afin de complimenter Philippe II et Marie Tudor pour leur mariage. Le 3 novembre 1554, Ferdinand Ier l'invite à sa cours afin de remplacer l'ambassadeur Jean-Pierre de Malvezzi, à ce moment-là emprisonné, et continuer sa mission visant à aplanir les tensions avec Soliman. Ogier Ghislain se rend à Constantinople le 20 janvier 1555.
Après être retourné à Vienne avec les réponses du sultan à la suite de l'occupation de la Transylvanie durant la Petite Guerre de Hongrie, Ogier est renvoyé en mission à Constantinople début 1556. Ce séjour sera prolongé jusqu'en 1562. Ogier Ghislain est confronté à une épidémie de peste dans laquelle il se rapproche d'un herboriste ottoman à la suite de l'élaboration d'un remède efficace. Cet appui lui permet de visiter les palais, mosquées et jardins où il découvre notamment les tulipes.
Sa situation est celle d'une captivité relative puisqu'il peut librement circuler dans la ville. Il s'intéresse en particulier aux sujets de la zoologie et de la botanique durant son séjour et transforme son palais à Andrinople en ménagerie accueillant de nombreuses espèces d'animaux et d'oiseaux afin qu'il puisse les étudier. Il rentre finalement en août 1562 avec Ibrahim Strozzeni, ambassadeur ottoman, afin de ratifier l'accord avec Ferdinand Ier. Au terme de cette longue mission, il reçoit le titre de conseiller et retourne dans son fief à Bousbecque.
Ogier Ghislain de Busbecq est par la suite rappelé à Vienne pour ses qualités de polyglotte afin d'enseigner aux enfants de l'Empereur. Il parle latin, italien, français, flamand, allemand, espagnol, slavon et connait également le grec. Maximilien II le nommera chevalier pour ses services rendus. Ogier accompagne les enfants de l'Empereur lors de leurs déplacements officiels et refuse également les offres de rejoindre d'autre cour. Philippe II cherche notamment à obtenir ses services, lui proposant de faire partie du Conseil du roi en Espagne. Ogier donne la priorité à une mission diplomatique de Rodolphe II auprès du roi de France Henri III. Durant sa fin de carrière, il devient également le trésorier d'Élisabeth d'Autriche en plus de sa fonction d'ambassadeur. Toutefois, l'étude des lettres échangées avec Rodolphe II entre 1582 et 1585 laisse planer le doute quant à la réalité de sa fonction d'ambassadeur, supposant une erreur d'interprétation. Plusieurs documents datant des périodes durant lesquels il séjourne en France laisse supposer que sa mission ne relève pas d'un caractère diplomatique.

#### Écrivain, philologue et botaniste

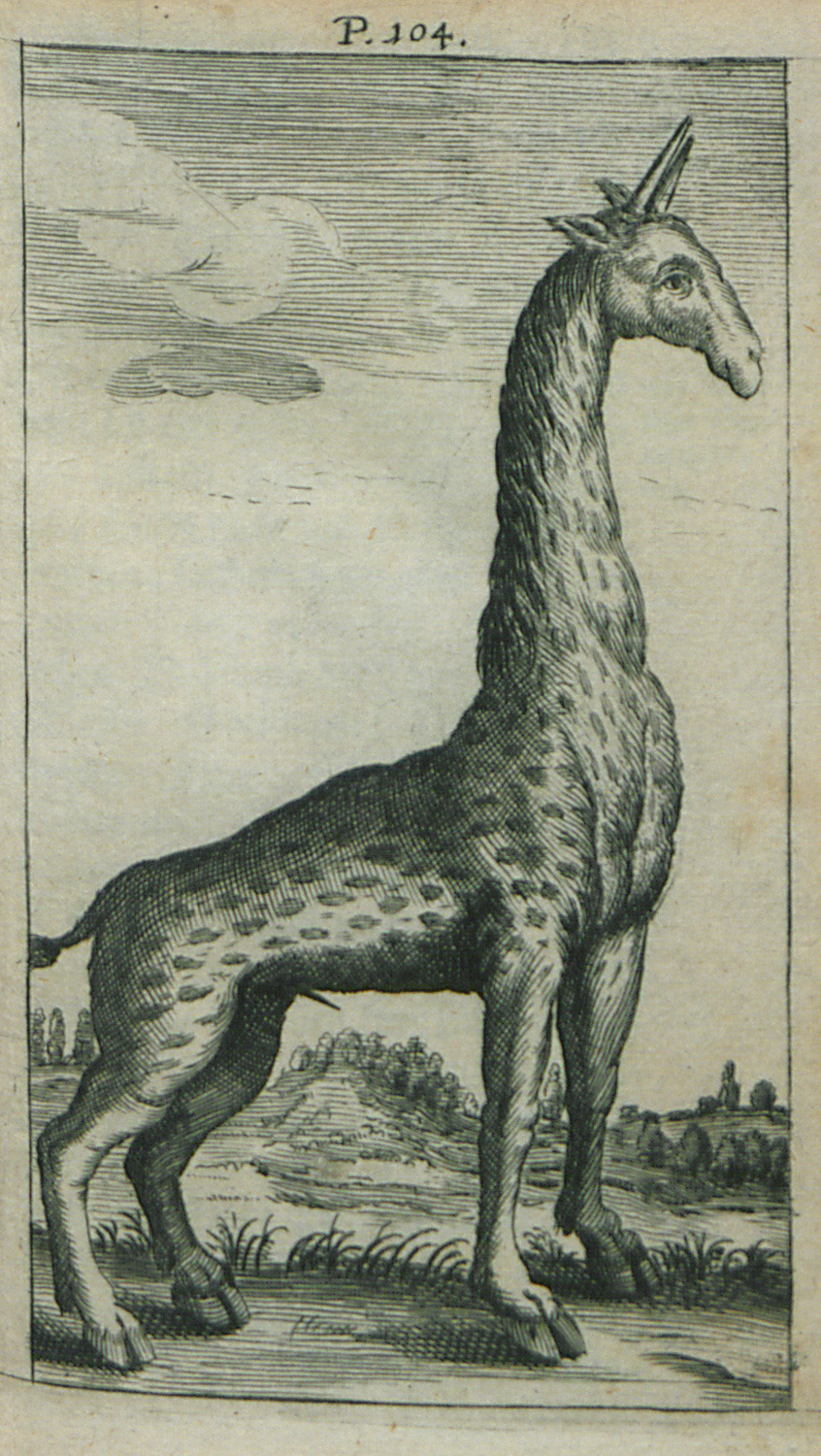
Étude zoologique d'une girafe par Ogier Ghislain de Busbecq.

En plus de ses activités d'ambassadeur, Ogier Ghislain de Busbecq écrit de nombreux textes qui ont pour la plupart disparu. Il est l’auteur notamment des Legationis turcicae epistolae quatuor (1589), la relation de son ambassade en Turquie en latin, traduit par S. Gaudon (1646) et par l'abbé Louis-Étienne de Foy (1748).
Durant son séjour à Constantinople, il achète et sauve de la destruction plusieurs vestiges de l'antiquité comme le monument d'Ancyre sur lequel il découvre les Res gestae de l'empereur Auguste. Il rencontre également des délégués de Chersonèse qui lui permettent de s'intéresser au gotique parlé par les Goths de Crimée. Il achète également 255 manuscrits grecs. Cinq d'entre eux sont conservés à la Bibliothèque apostolique vaticane tandis que les autres se trouvent au sein de la Bibliothèque nationale autrichienne.
En s'intéressant à la botanique et à la zoologie, il permet l'introduction de plusieurs plantes en Europe comme la tulipe, le lilas, le marronier d'Inde, la réglisse, le glaïeul, etc. Il confie une grande quantité de bulbes aux jardins impériaux de Vienne ainsi qu'à son ami Charles de L'Écluse qui enseigne par la suite à la nouvelle Université de Leyde.

### Fin de vie
Durant son séjour en France, il réside au sein de plusieurs résidences et achète tous les territoires de Bousbecque afin d'y terminer ses jours. Selon ses mots : « je voudrais vivre tranquille sur les bords de la Lys, éloigné des cours, à l'abri des tracas des affaires publiques, n'ayant d'autres relations que celle que procure le commerce des lettres. ». Cependant, durant un trajet en direction de son domaine, il est capturé violemment par des membres de la Ligue catholique à qui il présente ses documents officiels. Il succombe de ses blessures le 28 octobre 1592 à proximité de Rouen et son corps est enterré à Saint-Germain-sous-Cailly, tandis que son cœur est embaumé et rapatrié dans son fief familial de Bousbecque.

## Postérité

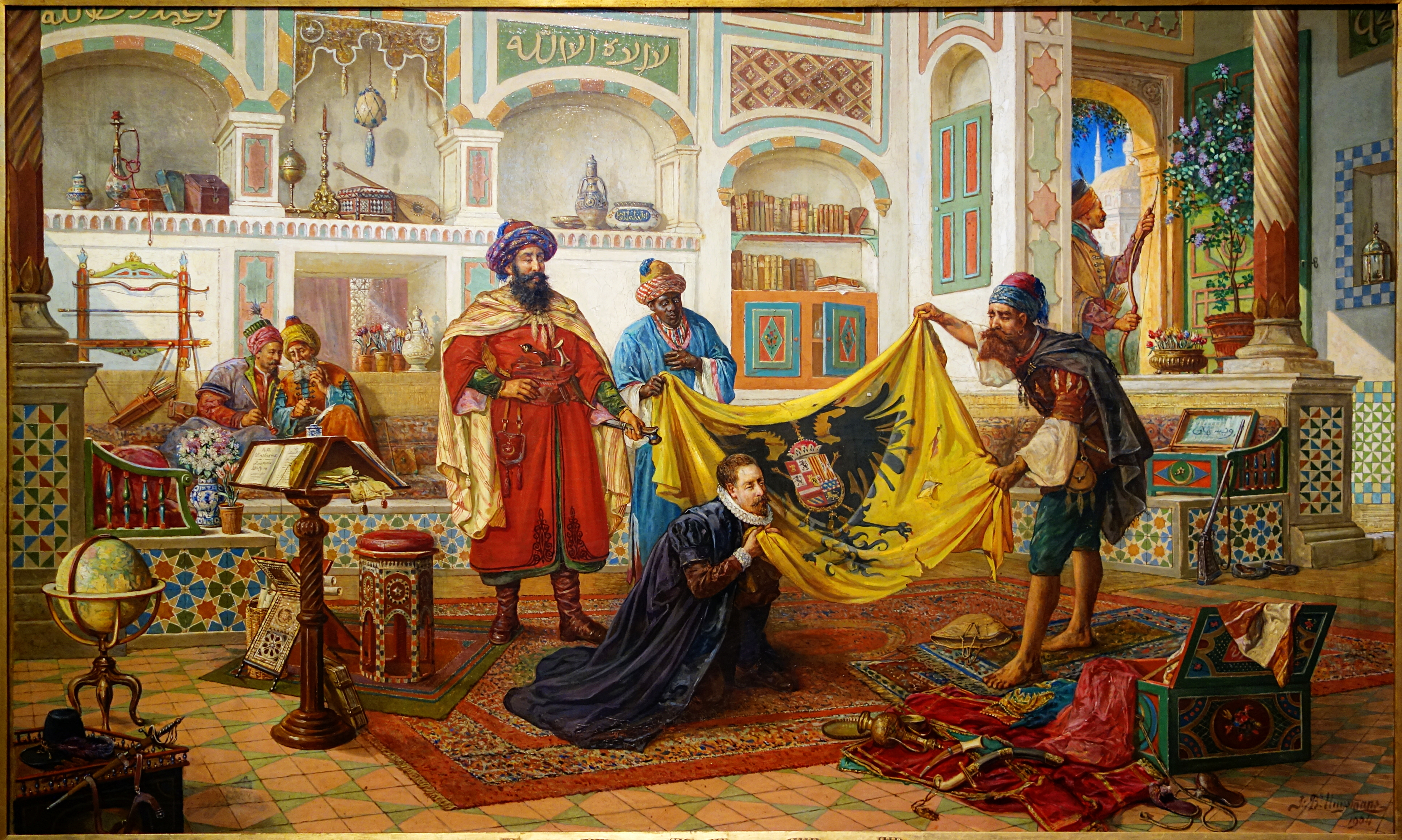
Ogier Ghislain de Busbecq achetant à Constantinople l'étendard royal d'Espagne à des pirates turcs, Jan-Baptist Huysmans.

On doit à Ogier Ghislain de Busbecq l'apport de plusieurs plantes en Europe, mais son influence la plus notable concerne la tulipe. En léguant des bulbes à Charles de L'Écluse, il nourrit un intérêt grandissant pour la fleur, menant à la tulipomanie. Ogier Ghislain de Bousbecque figure dans plusieurs tableaux de Jan-Baptist Huysmans. À Bousbecque, une fête médiévale met annuellement à l'honneur la tulipe et Ogier Ghislain de Busbecq qui possède son propre géant,.
Les lettres en latin qu'il rédige constituent une source historique contemporaine sur les coutumes ottomanes. Leur style sert également de modèles pour des ambassadeurs ultérieurs.

## Œuvres
- Itinera Constantinopolitanum et Amasianum (1581)
Plus tard publié comme A. G. Busbequii D. legationis Turcicae epistolae quatuor
Connu en anglais sous le nom Turkish Letters. Une traduction en anglais du XXe siècle est référencée  (ISBN 0807130710)
- Epistolae ad Rudolphum II. Imperatorem e Gallia scriptae (1630).
- (nl) Ogier Ghiselin van Boesbeeck, Vier brieven over het gezantschap naar Turkije
(la) (Legationis Turcicae epistolae quatuor), traduction de Michel Goldsteen, introduction et notes de Zweder von Martels.  (ISBN 90-6550-007-3)
- Ogier Ghiselin de Busbecq. Les Lettres Turques, traduites du latin par Dominique Arrighi, éd. Honoré Champion (2009), collection Champion Classiques, préface de Gilles Veinstein, titulaire de la chaire d'histoire ottomane au Collège de France.  (ISBN 978-2-7453-2038-4)